# 니이오섬

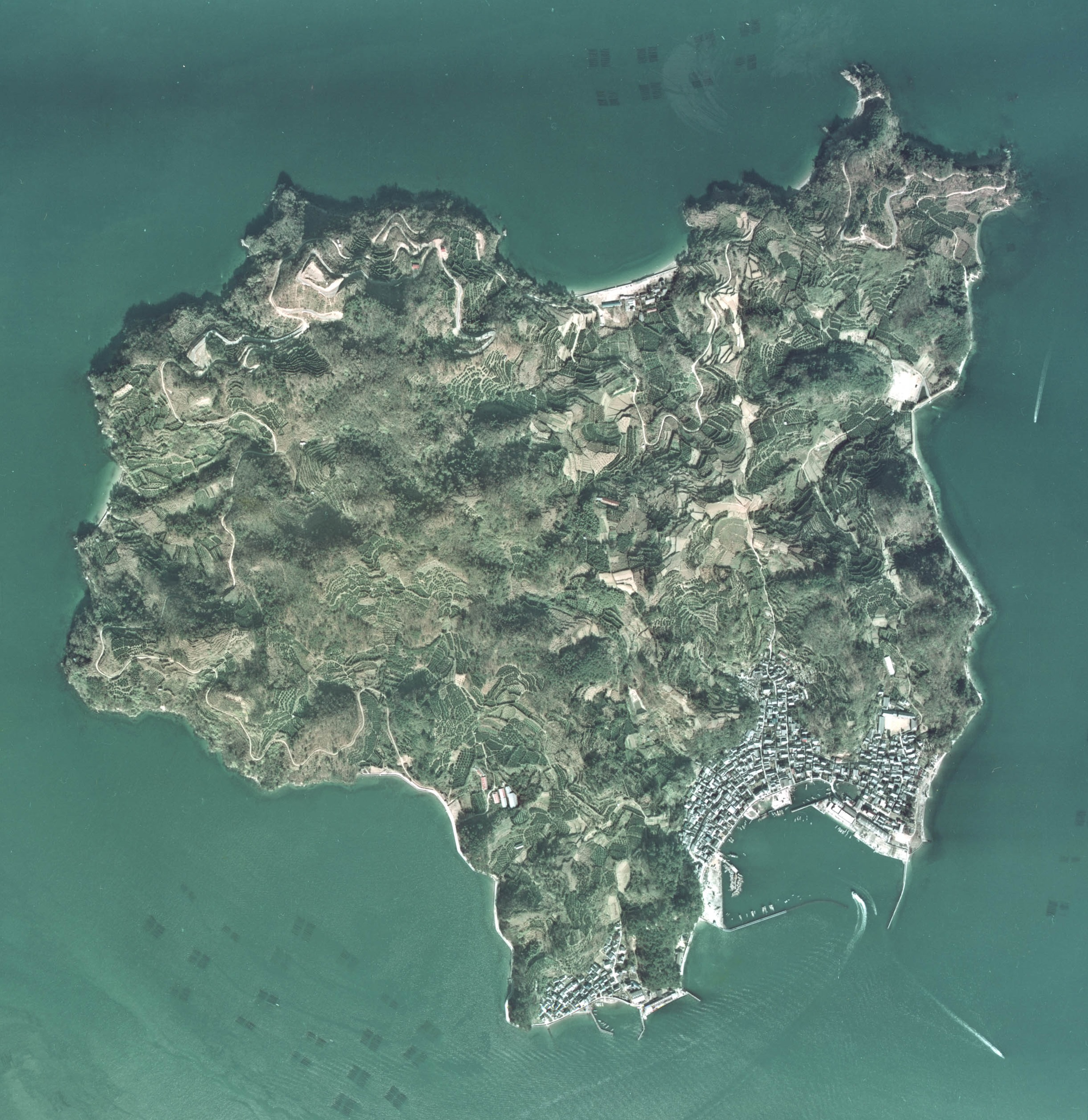
에히메현에 자리잡고 있는 니이오섬 전경.

니이오섬(新居大島)은 일본 에히메현 니이하마시에 위치하고 있으며 북동쪽으로 약 1.5km 떨어진 곳에 있는 섬이다. 2013년 3월 31일 현재 주민기본대장 조사에 의하면 인구는 280명이고. 2017년 6월 현재 207명이며, 절반이 70세 이상이 거주하고 있다.

## 지리
니이오섬은 세토 내해에 있는 섬이다. 둘레는 약 8km이고 총 면적은 2.13km이다. 섬은 대부분 구릉지대로 해발 146.48m로 가장 높다. 섬의 북부는 울창한 숲으로 덮여 있고 절벽이 많다. 주요 정착지는 섬의 남부에 있다. 니이오섬과 니이하마시 사이를 약 1시간에 1회 왕복하는 페리가 있으며, 편도 15분이 소요된다. 한때는 오시마와 시코쿠를 연결하는 다리가 건설될 가능성이 있었지만, 현재 이러한 계획들은 가능성이 낮은 것으로 간주되고 있다. 섬에는 대중교통은 없지만 섬을 도는 도로가 있다.

## 역사
니이오섬은 무로마치 시대와 센고쿠 시대에 세토 내해를 지배했던 무라카미 요시히로(무라카미 해군)의 출생지이다. 섬의 남쪽에는 무라카미 가문의 거점 중 하나인 오시마 성의 유적이 있다. 1889년 12월 15일, 에히메 현의 오시마 촌이 되었다. 1953년 5월 3일에 니하마 시에 편입되었다. 급속한 고령화와 니하마 섬과 시코쿠 섬과의 지리적 고립으로 인해 니오오시마는 농촌 인구 감소라는 심각한 문제에 직면해 있다. 1950년 인구 조사 당시 섬의 인구는 1838명이었다. 그러나 니이하마시의 거주 기록에 따르면 2013년 3월 31일 현재 인구는 280명에 불과하며, 70세 이상의 인구는 절반에 불과하다. 
- 1871년 8월 29일 - 폐번치현에 의해 사이조현의 관할이 되었다.
- 1871년 12월 26일 - 제1차 부현 통합에 의해 마츠야마현의 관할이 되었다.
- 1872년 3월 17일 - 이시테쓰현의 관할이 되었다.
- 1873년 2월 20일 - 에히메현의 관할이 되었다.
- 1889년 12월 15일 - 정촌제 시행과 함께 오시마우라가 단독으로 자치체를 형성하여 오시마 촌이 되었다.
- 1953년 5월 3일 - 니이하마 시에 편입.동시 오아사 오시마(大字大島)가 되었다.

- 오시마하치만 신사 추계 대제

10월 둘째 주 토요일과 일요일 이틀에 걸쳐 진행되며, 3대의 포장마차가 토요일 오후 6시에 하치만 신사로 모여 지구 안을 행진한다.밤에 시작하기 때문에 초궁의 이름으로 불리게 되었다. 또한 하치만 신사 사전의 오른쪽 옆에 시 지정 유형 문화재인 다이겐 신사 본전이 있다.